# حافظ (زندگی و اندیشه)
حافظ (زندگی و اندیشه) حاصل کاری ۲۶ حافظ‌شناس و حافظ‌پژوه، زیر نظر محمدکاظم موسوی بجنوردی و به اهتمام اصغر دادبه، توسط مرکز دایره‌المعارف بزرگ اسلامی تدوین و به چاپ رسید.

## فصل‌ها
- حافظ (فتح‌الله مجتبایی)

1. زندگی و روزگار حافظ (صادق سجادی)
2. مکتب حافظ، مکتب رندی (اصغر دادبه)
3. قرآن و علوم قرآنی
  1. حافظ و قرآن (بهاء‌الدین خرمشاهی)
  2. حافظ و معارف قرآنی (احمد پاکتچی)
  3. جلوه‌های شاعرانه (اصغر دادبه)
4. حافظ و موسیقی
  1. موسیقی شعر حافظ (عبدالله مسعودی آرانی)
  2. موسیقی در زندگی و شعر حافظ (حسین میثمی-سعید کرمانی)
5. سبک حافظ (سیروس شمیسا)
6. نمودهای اجتماعی و فرهنگی در غزل‌های حافظ (علی بلوک‌باشی)
7. حافظ در جهان
  1. حافظ در شبه‌قاره (علی بیات)
  2. حافظ در حوزه زبان عربی (آذرتاش آذرنوش)
  3. حافظ در حوزه زبان انگلیسی (ترجمه انگلیسی) - (مجدالدین کیوانی)
  4. حافظ در حوزه زبان آلمانی (حسن نکو روح)
  5. حافظ در قلمرو روسیه (صفر عبدالله)
  6. حافظ در ایتالیا (دومینیکو اینجنیتو)
  7. حافظ در اسپانیا (نجمه شُبیری)
  8. حافظ در قلمرو عثمانی (توفیق هاشم‌پور سجانی)
  9. حافظ در فرانسه (طهمورث ساجدی)
  10. حافظ در ادبیات کردی (اسماعیل شمس)
8. حافظ و هنر (محمد حسن سمسار)
9. نسخه‌ها و شرح‌های دیوان حافظ
  1. نسخه‌های خطی (علی میرانصاری)
  2. نسخه‌های علمی و غیرعلمی (اصغر دادبه)
  3. شرح‌های دیوان (بهادر باقری)
10. آرامگاه حافظ (حافظیه) - (بخش هنر و معماری)
11. فال حافظ (اصغر دادبه)
  1. فال حافظ از منظر مردم‌شناسی (علی بلوکباشی)